# Geothlypis speciosa
Mariquita-de-faces-pretas ou pia-cobra-de-cara-preta (Geothlypis speciosa) é uma espécie de ave da família Parulidae.
É endémica do México.
Os seus habitats naturais são: lagos de água doce e marismas de água doce.

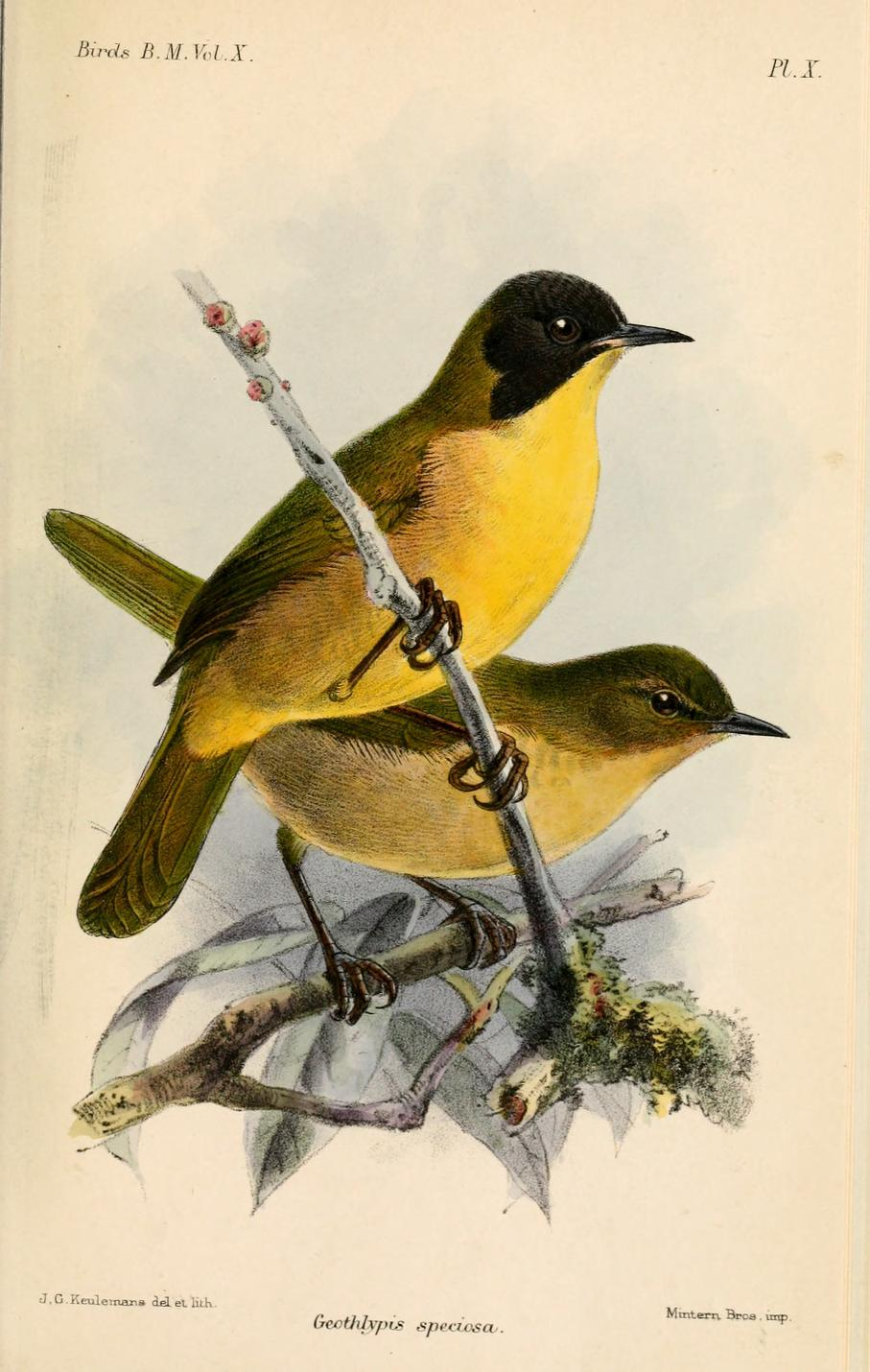
Ilustração de John Gerrard Keulemans, 1885.

Está ameaçada por perda de habitat.